# Зграда Београдске задруге
Београдска задруга је зграда у Карађорђевој улици у Београду која је изграђена 1907. године. Она је друго велико архитектонско дело које је настало заједничким радом Николе Несторовића и Андре Стевановића. Током пројектовања ове зграде, они су били под великим утицајем Париске изложбе 1900. године, где се највише приказивао декоративизам париске школе.
Подизање новог објекта Београдске задруге пада у време непосредно после промена на челу Србије, када је после убиства Александра Обреновића на власт дошла династија Карађорђевића, што је довело до промене система владавине. Аутократски режим замењен је либералним буржоаским режимом Петра I, а уз грађанске слободе почео је и општи привредни полет.
Палата Београдске задруге од 1966. године носи статус споменика културе, док је од 1979. године проглашена за културно добро од великог значаја.

## Историја
Београдска задруга за међусобно помагање и штедњу се оснива 1882. године на иницијативу групе београдских трговаца, с намером да припадницима средњег друштвеног слоја омогући узимање повољних позајмица, као и да финансира привредне делатности. Она је у то време представљала модернији облик кредитирања и у оквиру капиталистичке привреде развијенији начин за оживљавање робног промета и тржишта. Она прелази у акционарско друштво 1890. године, да би оснивањем Одељења за осигурање 1897. године, постала први домаћи осигуравајући завод. Као таква, пословала је све до 1944. године, представљајући једну од најзначајнијих установа своје врсте. Међу председницима Београдске задруге истичу се значајне личности привредног и финансијског живота Србије Лука Ћеловић- њен организатор и главни аниматор већине послова, каснији донатор и мецена Београдског универзитета, Коста Таушановић и Лазар Пачу, водећи финансијски стручњаци Србије свог времена, јавни радници, истакнути политичари и државници као и други познати београдски привредници, Ђорђе Вајферт, Димитрије Ћирковић и др. Задруга се својим пословањем развија у једну од водећих престоничких банака, која је у своје комитенте убрајала и Краљевину Србију.
На редовној скупштини акционара задруге 1897. године одлучено је да се подигне нова зграда и откупе имања браће Крсмановић, браће Гођевац, Општине београдске, Вује Ранковића и Луке Ћеловића у околини некадашње Мале пијаце на Сави. Грађење је отпочело у пролеће 1905. године у властитој режији задруге, а завршено је 1907. године.
Израда пројекта палате поверена је угледним београдским архитектима Андри Стевановићу и Николи Несторовићу. На овом пројекту, Никола Несторовић је решавао основе док је Андра Стевановић радио на конструктивном систему. Стевановић је пројектовао оквирно решење фасаде, док је Несторовић радио на детаљима. Несторовић је већим делом учествовао у креирању ентеријера, док је у решењу неких детаља учествовао и Стевановић. Већим делом је грађена на старом насипу, а како је земљиште било подводно због близине Саве, то је фундирање многих зидова извршено, први пут у Београду, армираним бетоном, али са гвожђем које се употребљавало за стеге, будући да у Београду тада није било округлог гвожђа. Предузимачи грађевинских радова били су браћа Шток. Сву тесану камену грађу израдила је фирма „Индустрија рипањског гранита“. Вајани украс палате израдио је ликорезац Фрања Валдман. Задужење декоративног сликарства припало је Бори Ковачевићу и Доменику д’Андреи, док је слике на стаклу радио Р. Марковић. Фасаду од вештачког камена, је први у Београду, начинио Јозеф Гара.
Подизање овог објекта представља најважније заједничко дело Андре Стевановића и Николе Несторовића, док је у исто време и једно од најбољих остварења београдске архитектуре с краја XIX и почетка XX века. Ово здање обједињује раскошан необарокни изглед с функционалним распоредом просторија.
У зграду се уселила Београдска задруга непосредно по завршетку радова 1907. године и у њој је била смештена све до свог укидања. Касније је корисник зграде постао Геолошко-геофизички завод „Јован Жујовић“. За време Другог светског рата ова зграда бива оштећена у шестоаприлском бомбардовању 1941. године, али је убрзо и поправљена. Наредна оштећења палате десила су се 1944. године у поновном бомбардовању, када је срушен велики део крова.

## Карактеристике
Друштвени положај Београдске задруге одредио је репрезентативност и монументалност као једини могући архитектонски концепт. Академски обликована зграда, своје узоре је нашла како у еклектичној академској, тако и у савременој сецесијској архитектури. На датој неправилној парцели реализована је трокрака композиција у плану и простору, која једноставно и непосредно изражава основни архитектонски програм.
Зграда је замишљена као двоспратна грађевина, која у свом склопу садржи и дућане са становима за издавање. Палата се састоји од средњег дела с прочељем у Карађорђевој улици и бочних крила постављених на регулационе линије Херцеговачке и Травничке улице.
Наглашени и разуђени централни део са главном фасадом према Карађорђевој улици је најрепрезентативнији и ту су смештене јавне просторије, док су крила према Травничкој и Херцеговачкој са радним просторијама обрађена једноличним мирним ритмом. Крила зграде су елевацијски различито компонована. Средишње крило има у предњем делу, према улици, две етаже – улазни део и свечану салу, а у средини је вестибил који се протеже кроз обе етаже и једноетажну шалтер салу у задњем делу, док оба бочна крила имају приземље и два спрата. У приземљу бочних крила некада су били дућани, а на спратовима административне и управне канцеларије Београдске задруге и то у једном крилу банкарског, а у другом осигуравајућег одељења. 
Зидана је мешовитим техникама. Подруми, који се протежу испод читаве зграде, изведени су у армираном бетону, са пруским сводовима. Већи део зграде зидан је класичним поступком, опеком у кречном малтеру, а само делимично у армираном бетону. Премошћења су архитравна у бочним крилима, а архитравна и лучна у средњем крилу. Конструкција лантерне изнад централног степеништа решена је у форми троугаоне металне решетке. Кровови су са надзидком, малих нагиба и са куполама. Спољне фасаде, према улицама, обложене су у појасу сокла каменим плочама и обрађене у вештачком камену, а унутрашње, према дворишту, су малтерисане. Носећи конструктивни склоп код већих распона поред сводова има и мермерне стубове. Степеништа су трокрака, камена или мермерна, док су помоћна спирална и гвоздена. Унутрашњи зидови су малтерисани и бојени, а у репрезентативним просторијама украшени зидним сликарством и имитацијом мермера, пиластрима са позлаћеним капителима и аплицираним полихромним декоративним женским маскама. Подови су паркетни или са терацо плочицама. Декоративни радови изведени су на фасадама у вештачком камену, а у унутрашњости у штукопластици и гипсу. 
Сви мотиви декоративног система Београдске задруге позајмљени су из арсенала постренесансних, претежно барокних, стилских праваца, али су у духу свог времена индивидуално интерпретирани и прилагођени јединственом стилском изразу. Предња страна објекта је украшена скулптурама и натписима који приказују рад Београдске задруге. Од улазних врата, с леве и десне стране су исклесане године почетка и завршетка изградње палате (1905.- 1907) Изнад главних врата је извајана глава Меркура. Прочељем доминира велика стаклена површина, полукружно завршена, испред које се налази балкон. Са обе стране стаклене површине смештена је по једна ниша. На десној страни је фигура младића са свитком, док је у левој скулптура која представља жену са кошницом. Фигуре представљају алегоријске представе делатности Задруге. Односно секторе за банкарство и осигурање, што се може потврдити и према години оснивања ових одељења, које су исписане изнад ниша (изнад леве 1882. а изнад десне 1897). 
Изнад натписа "Београдска задруга", постављен је сат на врху зграде. Главни мотив фасаде је велика стаклена површина која гледа на свечану салу, испред које се налази широка тераса. На фасади се налазе и две мање нише са скулптурама. Фасада је завршена вазама и групом скулптура које су израђене од цинк-лима (за разлику од оних у нишама које су од вештачког камена). Женска фигура са круном (персонификација Србије), заједно са четири дечје фигуре (персонификације привредних грана са симболима – рибом, чекићем, тканином и класјем), представљају развитак привреде у Србији, који је Београдска задруга у свом раду настојала да подржи. Фигуре су постављене испред велике металне куполе, на којој се уздиже јарбол за заставу.
Фасаде из Херцеговачке и Травничке улице се карактеришу равномерним распоредом отвора, уз одмерено примењеним декоративним елементима (тимпанонима и лизенама). Женске главе су постављене као вајани украс на првом спрату и приземљу, док су на другом спрату поред женских глава израђене још и главе лавова.
Код ове грађевине, основа је решена у академском стилу, али са слободнијим приступом него код Управе фондова. Цела основа је решена симетрично у односу на симетралу оштрог угла. Дубоко засечен угао је омогућио да се главна фасада обликује на засеченом делу, на ком се налази и главни улаз. Крећући се од улаза, све главне просторије су постављене на симетрали угла. На бочним фасадама су постављени натписи "Одељење за банкарство основано 1882", на фасади у Херцеговачкој улици и "Одељење за осигурање основано 1897" у Травничкој улици. Бочне фасаде су завршене атиком и имају на крајевима по једно мање кубе.
На првом спрату, средњи део зграде садржи свечану салу, која висином обухвата и други спрат. Основа сале је у облику овалуа. На зидовима сале се налази мермер, који је сликањем украшен, а као украс јављају се позлаћени рељефи женске главе и биљке. Свеукупном утиску доприносе и мермерни стубови с јонским капителима. Изнад улазних врата се налази полукружна површина која је својевремено била осликана, али слика данас није сачувана. Велика стаклена површина на прочељу служи као прозор свечане сале. На средини ове површине су стаклена врата за балкон, са сликаном сецесијском декорацијом.

## Реконструкције
Током свог постојања зграда је више пута адаптирана. Најзначајније измене у грађевинско-архитектонској структури зграде настале су 1956/57 и 1958/59 године. Тих година је Геолошко-геофизички завод дозидао најпре трећи спрат над оба крила према улицама Травничкој и Херцеговачкој, а потом три спрата на средишњем тракту у дворишту око некадашње шалтер-сале. Овим дозиђивањем измењен је општи изглед зграде тиме што су на крилима одстрањена кубета, атике постали спратови, зазидани су отвори у приземљу који су од улазних врата у локале постали прозори канцеларија и осиромашено је кубе главне фасаде са којег је уклоњено круниште, као и сама фасада са које је склоњен сат. Сама шалтер-сала у унутрашњости блока остала је приземна и зентитно осветљена, али не више директно, већ преко светларника који образују надзидани делови.
Радови на конзервацији свечане сале урађени су 1986. године, а зграда је делимично реконструисана 2014. године у оквиру почетка пројекта Београд на води.

## Значај
Палата Београдске задруге представља једно од најзначајнијих дела београдске и српске архитектуре из прве деценије 20. века и једно од најуспелијих остварења архитеката Андре Стевановића и Николе Несторовића. Архитектонски концепт, усклађеност функционалних и композиционих елемената зграде, богата скулпторална и декоративна пластика, доследност стилске обраде, квалитет грађевинских радова, по први пут употребљени нови грађевински поступци, нови материјали и све друге архитектонске одлике стављају ову зграду у ред најрепрезентативнијих примерака београдске архитектуре. Палата Београдске задруге један је од ретких објеката који репрезентују почетак модерне реконструкције Београда уз савско приобаље. 
Београдска задруга је утврђена за културно добро од великог значаја за Републику Србију (Одлука, „Сл. гласник СРС“ бр. 14/79).